# Wormser Zeitung
Die Wormser Zeitung ist die älteste Tageszeitung in Rheinland-Pfalz. Sie erscheint in Worms. Wie die Allgemeine Zeitung oder der Wiesbadener Kurier ist sie ein Kopfblatt, das die VRM GmbH & Co. KG herausgibt.

## Geschichte

### Anfänge
Die erste Zeitung in Worms gab der Buchhändler und Verleger Heinrich Valentin Bender (* 1746) zum 4. Januar 1776 unter dem Titel „Reichsstadt Wormsisches privilegiertes Intelligenzblatt“ heraus, nachdem er dazu am 29. Dezember 1775 die Genehmigung des städtischen Rates erhalten hatte. Sie hatte einen Umfang von vier Seiten. Gedruckt wurde sie in der Druckerei O. W. Kranzbühlers Wittib. Diese Neuerung fand nicht genügend Anzeigenkunden und Leser. So schien die Zeitung bereits nach einem Jahr vor dem Aus zu stehen. Die Inhaberin der Druckerei O. W. Kranzbühler Wittib, Maria Elisabeth Kranzbühler († 1790), übernahm die marode Zeitung und gab sie ab 1777 selbst unter dem neuen Titel „Reichsstadt Wormsisches Intelligenz- und Zeitungs-Manual“ heraus. Da das Reichsstädtische Privileg aber auf ein Wochenblatt lautete, musste sie den Titel aufgrund eines Ratsbeschlusses wieder in „Reichsstadt Wormsisches Wochenblatt“ ändern. Die Herausgabe unterlag einer Zensur durch den Rat der Stadt. Als der 1785 drohte, einen Konkurrenten zu privilegieren, ließ sie sich ihr Privileg von Kaiser Joseph II. bestätigen. So konnte ihr der Rat nicht mehr mit Konkurrenz drohen, die Zeitung führte im Untertitel nun den Zusatz: „Mit S[eine]r. Kayserl[ichen] Maj[estät] allergnädigst ertheilten Privilegio“ und war nicht mehr daran gebunden, nur einmal wöchentlich zu erscheinen. Maria Elisabeth Kranzbühler nutzte das auch umgehend und ab 1786 erschien die Zeitung unter dem Titel „Wormsisches Intelligenz- und Zeitungs-Manual“ – der Begriff „Reichsstadt“ entfiel – Mittwochs und Samstags.

### Französische Zeit

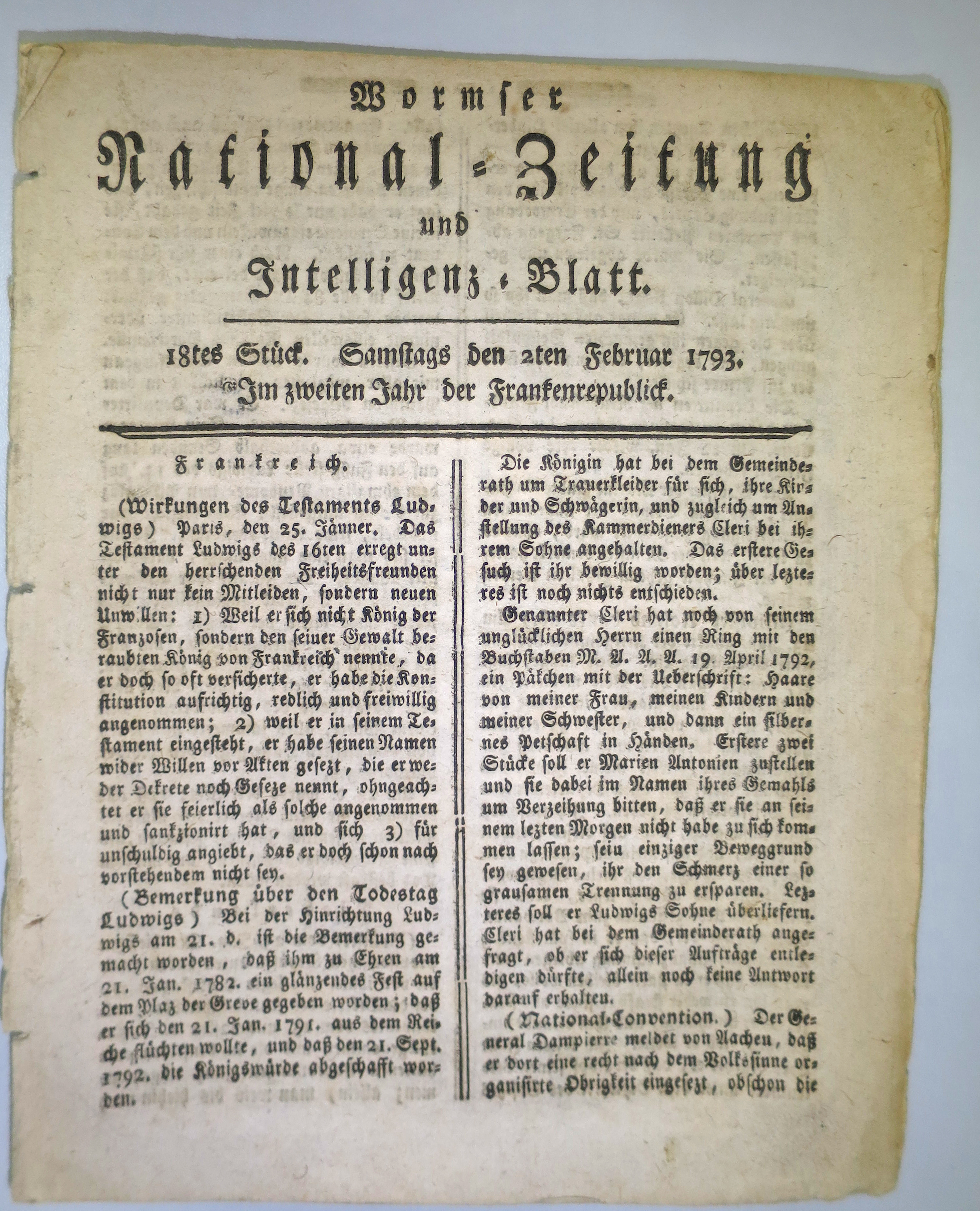
Zeitung vom 9. Brumaire Jahr 7 mit der Nachricht von der Hinrichtung Ludwig XVI.

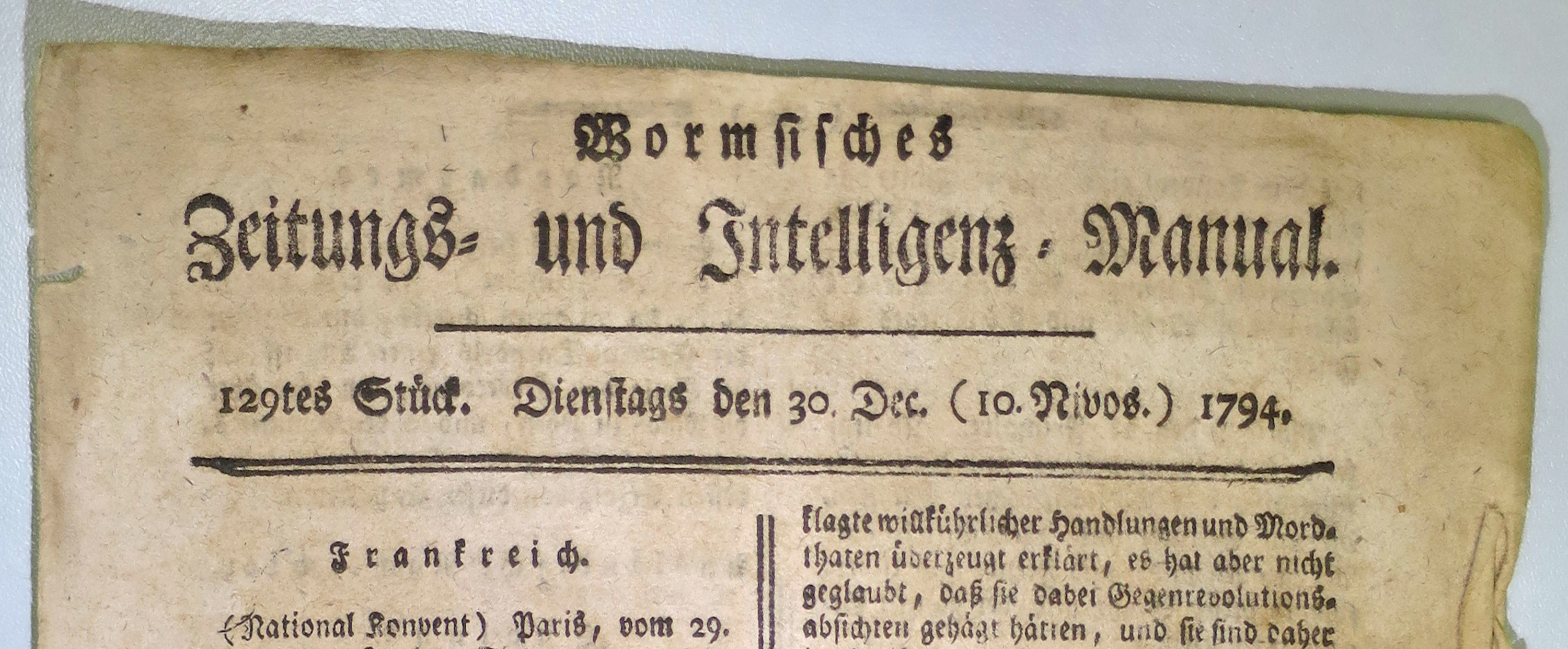
Zeitungskopf, wenn die Franzosen Worms besetzten (1794) …

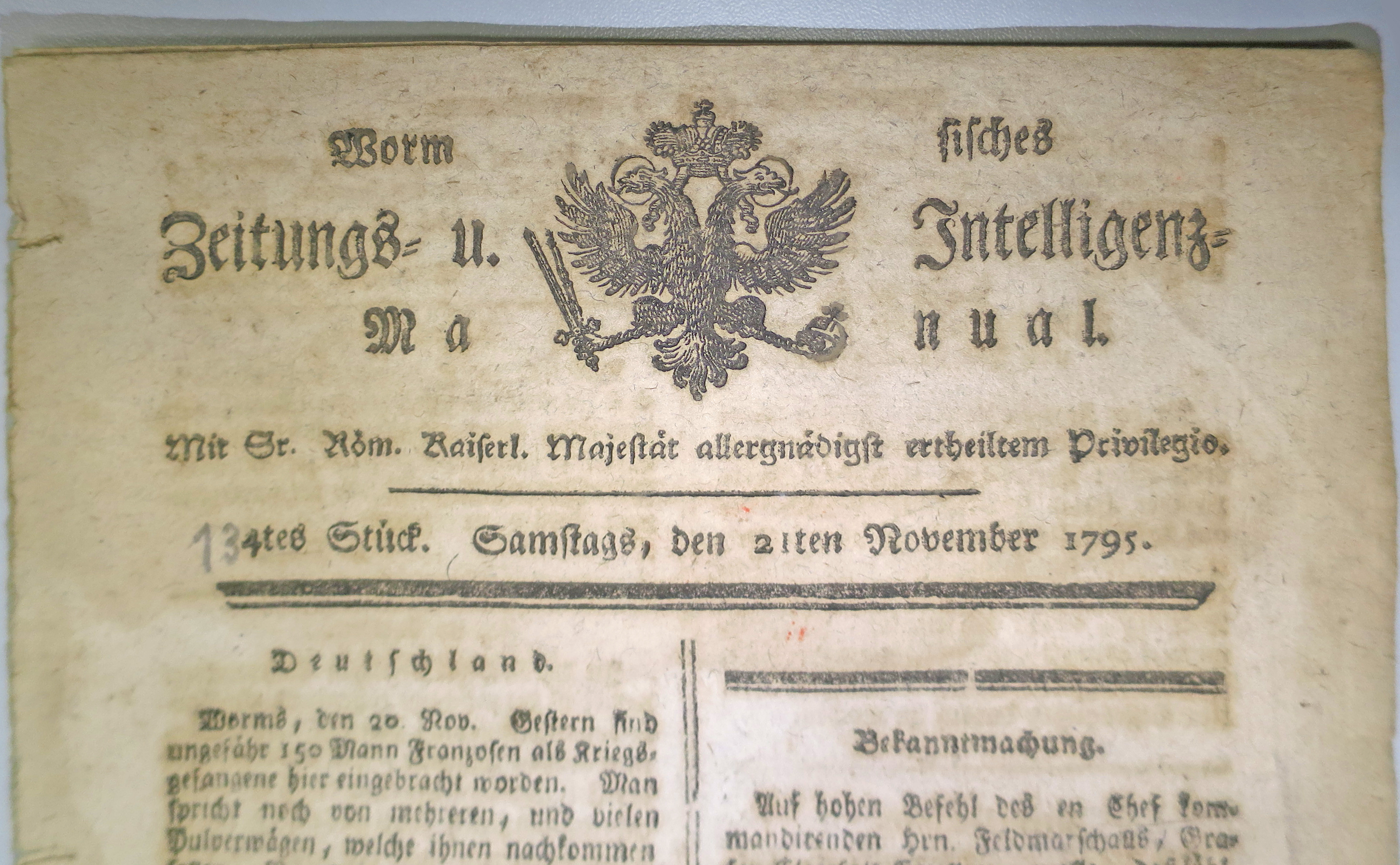
… und wenn die Alliierten gerade mal wieder die Oberhand hatten (1795).

Vom 21. Auf den 24. November 1792 wechselte der Titel der Zeitung erneut, Worms wurde inzwischen von Frankreich verwaltet, in: „Wormser Nationalzeitung und Intelligenzblatt“. Zugleich erklärte die „Munzipalität“ (Exekutive) des Kantons Worms die Zeitung zum Amtsblatt für den Kanton. Das war für die Zeitung eine wirtschaftliche Existenzgarantie, da alle öffentlichen Stellen sie so beziehen mussten. Ab 1793 erschien sie dann auch drei Mal in der Woche. Mit wechselndem Kriegsglück in den Koalitionskriegen war Worms in der Folgezeit mal deutsch, mal französisch: Die Zeitung wechselte je nach Lage den Titel. Mit dem Frieden von Campo Formio wurde das linke Rheinufer endgültig französisch, die Zeitung erschien dauerhaft unter dem Titel „Wormsisches Zeitungs- und Intelligenz-Manual“ und drei Mal alle 10 Tage, ab 1802 zweimal die Woche. Die wirtschaftliche Lage in den napoleonischen Kriegen war prekär, gleichwohl gelang es zunächst, die Zeitung weiter zweimal in der Woche erscheinen zu lassen. Das endet erst in der wirtschaftlichen Notsituation 1811, als die Zeitung zuerst nur noch einmal in der Woche erschien und noch im selben Jahr eingestellt werden musste.

### 19. Jahrhundert

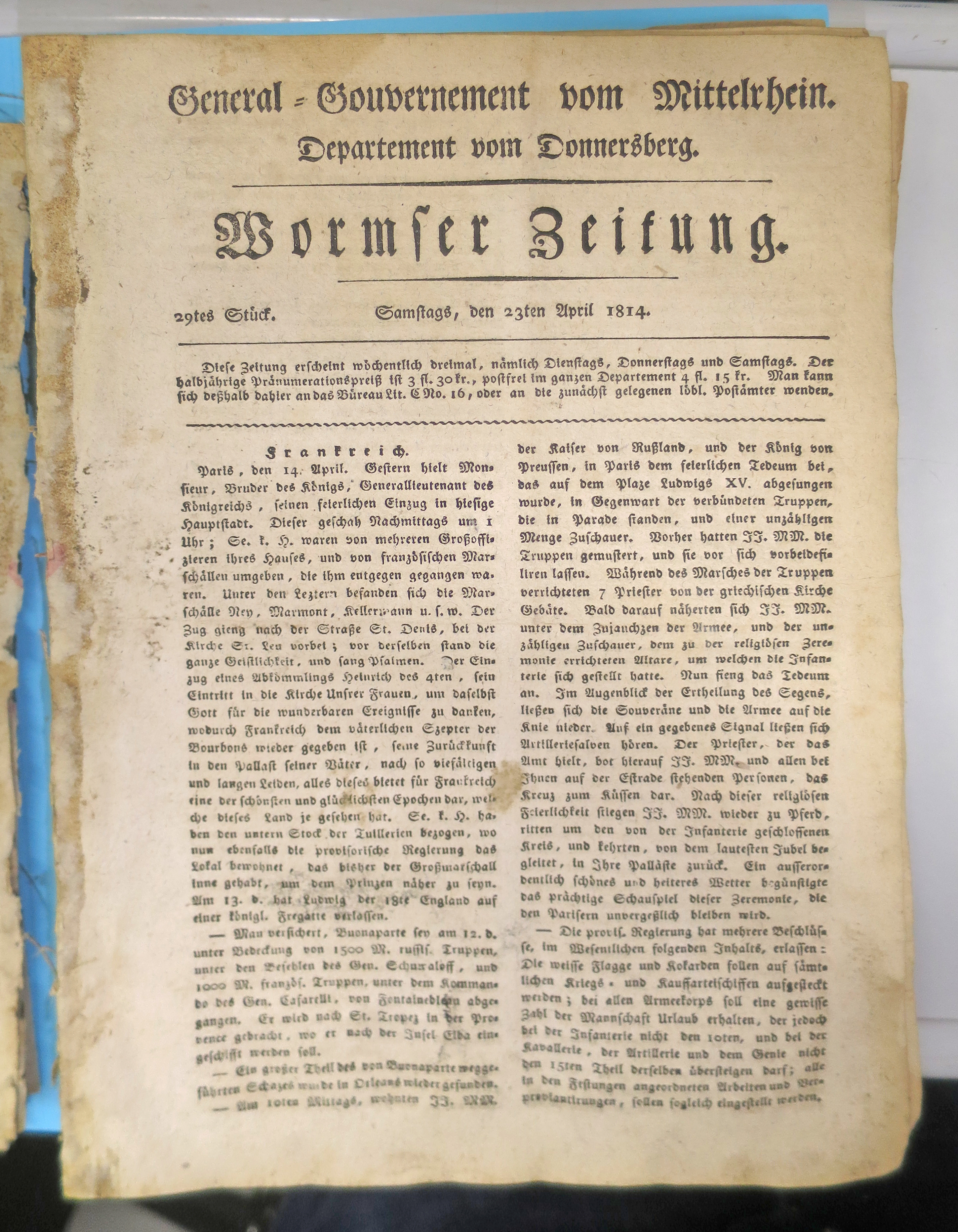
Die Wormser Zeitung

Erst am 15. Januar 1814 war das Erscheinen – wie bis 1811 als „Wormsisches Wöchentliches Intelligenzblatt“ – wieder möglich. Am 17. Februar 1814 wechselt der Titel zu dem noch heute verwendeten „Wormser Zeitung“, die zugleich ein größeres Format erhielt, mit einer neuen Zählung begann und mit drei wöchentlichen Ausgaben erschien. In den folgenden Jahren litt die Zeitung zunehmend unter der Zensur, insbesondere nach den Karlsbader Beschlüssen. Dieser erstarrte Zustand hielt bis zur Revolution von 1848 an. Am 6. März 1848 gewährte Erbprinz Ludwig (III.) als Regent für Großherzog Ludwig II. von Hessen, der am Vortag de facto abgedankt hatte, die Pressefreiheit. Mit der Ausgabe vom 9. März 1848 erschien in Worms erstmals eine unzensierte Zeitung. Am 15. März 1848 teilte die Zeitung ihren Lesern mit, ab sofort nun vier Mal in der Woche zu erscheinen. 1866 wurde die Wormser Zeitung zu einer Tageszeitung. Ab 1889 samstags und ab 1893 täglich wurde sie sogar zwei Mal herausgegeben und erhielt 1905 noch eine zusätzliche sonntägliche Frühausgabe. Sie hatte so 13 Ausgaben in der Woche (Montags erschien die Zeitung nicht) und war damit die Zeitung mit der höchsten Erscheinungsfrequenz im Großherzogtum Hessen.
Seit den 1870er Jahren wurde die Zeitung im Rotationsdruck erstellt.
Die Wormser Zeitung stand der Nationalliberalen Partei, später der Deutschen Volkspartei und der Wormser Industriellenfamilie Heyl nahe.

### 20. Jahrhundert
1907 verkaufte Eugen Kranzbühler den Verlag – und damit auch die Wormser Zeitung – an die Brüder Cnyrim. Diese beschafften 1910 eine neue Rotationsmaschine, mit der 26.000 vierseitige Blätter in der Stunde gedruckt werden konnten.
In der Zeit nach dem Ersten Weltkrieg, der französischen Besetzung, des Ruhrkampfes, der Hyperinflation und der Separatistenbewegung konnte die Zeitung nur in sehr beschränktem Umfang erscheinen. Erst 1924 konsolidiert sich die Lage wieder. Aber die folgende Weltwirtschaftskrise bedeutet einen erneuten Rückschlag.
1936 wurde die Wormser Zeitung mit der Wormser Volkszeitung zwangsweise fusioniert, Ende März 1941 das Erscheinen eingestellt. Nunmehr existierte in Worms als Tageszeitung allein die Wormser Tageszeitung, die die Linie der NSDAP vertrat. 1943 traf eine Bombe das Gebäude des Verlags Cnyrim und beschädigte es schwer.
Im April und Mai 1945 erschien die Wormser Zeitung in einigen Ausgaben erneut. Durch eine Kooperation mit der Allgemeinen Zeitung Mainz – die bereits die Druckgenehmigung der nun französischen Besatzungsmacht hatte – erschien die Zeitung ab 1947 unter dem Titel Allgemeine Zeitung – Ausgabe Worms – Neuer Mainzer Anzeiger. 1948 wechselte der Titel zu Allgemeine Zeitung – Wormser Anzeiger, 1949 zu Wormser Anzeiger und ab 1956 zum alten Titel Wormser Zeitung.

## Beilagen
Die Wormser Zeitung erhielt als Beilage ab 1879 die Landwirtschaftlichen Nachrichten, später mit dem Zusatz „für Rheinhessen“, und ab Ende des gleichen Jahres wurden wechselnde, extern erstellte „Sonntagsbeilagen“ eingelegt, abgelöst 1905 durch die tägliche Unterhaltungsbeilage „Luginsland“, ab 1907 der „Bote aus dem Wonnegau“ und ab 1908 die sonntägliche Beilage „Wormser Woche“. Auch die Zeitschrift „Vom Rhein“, herausgegeben vom Altertumsverein Worms, wurde der Wormser Zeitung von 1902 bis zum Kriegsausbruch 1914 beigefügt.

## Übersichten

### Titel
Die Zeitung führte nacheinander verschiedene Titel:
- 1776: Reichsstadt Wormsisches privilegiertes Intelligenzblatt
- 1777: Reichsstadt Wormsisches Intelligenz- und Zeitungs-Manual
- 1777: Reichsstadt Wormsisches Wochenblatt
- 1785: Wormsisches Intelligenz- und Zeitungs-Manual
- November 1792: Wormser Nationalzeitung und Intelligenzblatt
- Anfang 1793: Wormsisches Intelligenz- und Zeitungs-Manual
  - 13. November 1794: Ohne Hinweis auf kaiserliches Privileg und Reichsadler
  - 21. November 1795: Wieder mit Hinweis auf kaiserliches Privileg und Reichsadler
  - Herbst 1797: Ohne Hinweis auf kaiserliches Privileg und Reichsadler
- 1808: Wormsisches Wöchentliches Intelligenzblatt
- 17. Februar 1814: Wormser Zeitung

### Herausgeber
Herausgeber der Zeitung waren:
1. Heinrich Valentin Bender, 1776
2. Maria Elisabeth Kranzbühler, 1777–1789 († 1790)
3. Johann Daniel Kranzbühler, 1789–† 1819, Sohn von 2.)
4. Johann Andreas Kranzbühler, 1819–† 1866, Neffe von 3.). Er übertrug die Redaktion 1832 an S. L. Schmidt, der allerdings bereits 1835 verstarb.[19]
5. Eugen Kranzbühler, 1866–1907, die Redaktion übertrug er ab 1880 an Angestellte.[10]

### Abonnentenzahlen
- 1870: 02.500[10]
- 1880: 03.800[10]
- 1881: 04.100[10]
- 1888: 06.600[10]
- 1924: 13.000[20]
- 1926: 13.000[21]